# Elachista krogeri
Elachista krogeri é uma espécie de insetos lepidópteros, mais especificamente de traças, pertencente à família Elachistidae.
Possui distribuição paleoártica, e é encontrada na Fino-Escandinávia e norte da Rússia.
Os espécimes adultos voam no período de junho a agosto.

## Descrição
Cabeça varia de quase branca a cinza escuro. Asas variam de cinza claro a escuro, com o tórax da mesma cor; nas fêmeas, as asas são mais escuras. Abdômen cinza, escamas terminais e pelos mais claros.
A envergadura varia de 8 a 10 milímetros.